# أولاد المنكار (أغبال)
أولاد المنكار هي إحدى مشيخات المملكة المغربية، تتبع جغرافيا لإقليم بركان وإداريًا لأغبال. يقدر عدد سكانها بـ 4592 نسمة حسب الإحصاء الرسمي للسكان والسكنى لسنة 2004.